# Naima-Zahra Amison
Naima-Zahra Amison (* 10. Oktober 2003) ist eine dschibutische Schwimmerin. 

## Karriere
Sie trat bei den Olympischen Sommerspielen 2024 in Paris an. Im Wettbewerb über 50 m Freistil schwamm sie auf Rang 75.